# Doctor Strange az őrület multiverzumában
A Doctor Strange az őrület multiverzumában (eredeti cím: Doctor Strange in the Multiverse of Madness) 2022-es amerikai szuperhősfilm Sam Raimi rendezésében. Gyártója a Marvel Studios, forgalmazója a Walt Disney Studios Motion Pictures. A 2016-os Doctor Strange című film folytatása, egyúttal a Marvel-moziuniverzum (MCU) huszonnyolcadik filmje. A forgatókönyvet Jade Bartlett és Michael Waldron írta. A főszerepben Benedict Cumberbatch, mint címszereplő Doctor Strange, Elizabeth Olsen, Benedict Wong, Rachel McAdams, Chiwetel Ejiofor és Xochitl Gomez látható.
A filmet többször elhalasztották a Covid19-pandémia miatt. A bemutatója az Amerikai Egyesült Államokban 2022. május 6., Magyarországon 2022. május 5-én mutatták be szinkronizálva.

## Rövid történet
Dr. Stephen Strange, America Chavez és Wong megpróbálják megmenti a világukat Wandától és eközben több univerzumon is végigmennek.

## Cselekmény
America Chavez-t és Védelmező Strange-et (Dr. Stephen Strange egyik variánsát) démonok üldözik az univerzumok közötti térben, miközben Vishanti könyvét keresik. Strange-t megölik és America véletlenül létrehoz egy portált, amely őt és Strange holttestét a 616-os Földre viszi, ahol az itteni Strange (MCU) megmenti Chavez-t Garganthos-tól, egy polipdémontól a Legfőbb Varázsló, Wong segítségével. America elmagyarázza, hogy a démonok azért vadásznak rá, mert ő képes utazni az ultiverzumok között.
Strange boszorkány rúnákat fedez fel a polip szörny testén, ezért felkeresi Wanda Maximoff-ot, de rájön, hogy ő a felelős a támadásokért. Miután megszerezte a Setét könyvet és Skarlát Boszorkánnyá vált, Wanda úgy véli, hogyha elvenné Chavezt erejét, egy másik univerzumban újra együtt lehet a fiaival, Billy-vel és Tommy-val, akiket a Westview-ban töltött ideje alatt hozott létre. Felajánlja Strange-nek, hogyha átadja neki Chavezt, nem kell többet látnia őt, ám Strange nemet mond. Emiatt Wanda megtámadja a Kamar-Tajt és számtalan varázslóval végez. America véletlenül a 838-as Földre szállítja magát és Strange-et, miközben Wanda a Setét könyv segítségével a „távjárás” nevű bűbájjal próbálja megszállni a 838-as énjét, aki külvárosi életet él a saját Billy-jével és Tommy-jával. Egy varázslónő feláldozza magát, hogy elpusztítsa a Setét könyvet, ezzel megszakítva a távjárást. Dühében Wanda arra kényszeríti Wong-ot, hogy vezesse el egy templomhoz a Wungadore-hegynél, egy tiltott ősi romhoz, ahonnan a Setét könyv bűbájai származnak.
A 838-as Földön Strange és America próbálnak segítséget kérni, míg az itteni Legfőbb Varázsló, Karl Mordo, el nem fogja, és az Illuminátus elé viszi őket, melynek tagjai Mordo, Peggy Carter kapitány, Blackagar Boltagon király, Maria Rambeau, Dr. Reed Richards és Charles Xavier professzor. Elmagyarázzák, hogy az ő Strange-ük a Setét könyv felelőtlen használata miatt egy „térfúziót” hozott létre, amivel elpusztított egy univerzumot a Thanos elleni harc során. Miután Thanos-t legyőzték, az Illuminátus kivégezte Strange-et, hogy ne okozzon több felfordulást. Mordo úgy gondolja, hogy a 616-os Strange is hasonló fenyegetést jelenthet, de mielőtt döntenének a sorsáról, addigra Wandának sikerül a távjárás és a 838-as énjének testében Mordo kivételével az Illuminátus összes tagját lemészárolja. Ezalatt Strange és America a 838-as Christine Palmer segítségével megszöknek.
Az univerzumok közti térben megtalálják Vishanti könyvét, de Wanda elpusztítja azt. Ezután Chavezt manipulálva egy másik univerzumba küldi Strange-et és Christine-t, ami már teljesen elpusztult, majd a 616-os Földön elkezdi elvenni America erejét egy varázslat segítségével. Eközben Strange legyőzi az elpusztult univerzumban lévő Strange-et, akit megrontott a Setét könyv, és a könyvvel megszállja annak a Strange-nek holttestét, akivel America a 616-os Földre jött. Wong segítségével Strange megmenti Chavezt és arra motiválja őt, hogy használja az erejét. Elteleportálja Wandát a 838-as Földre, ahol Billy és Tommy megijednek tőle és az igazi anyjukhoz menekülnek. Ettől Wanda megenyhül és lerombolja a Wungadore-hegyet, ezzel elpusztítva az összes Setét könyvet a multiverzumban, és látszólag magát is feláldozza. Végezetül America visszaküldi Strange-et és Christinet a saját univerzumaikba.
Valamivel később a Kamar-Taj-t helyrehozzák, miközben a túlélő varázslók Chavezzel együtt folytatják a kiképzést. Strange-nek nő egy harmadik szeme, amiért használta a Setét könyvet és megszállt egy holttestet.
A stáblista közepén felkeresi Clea, a sötét dimenzió varázslónője, aki elárulja, hogy a tettei térfúziót okoztak, amit segítenie kell helyrehozni. Majd Strange követi őt a Sötét Dimenzióba.
A stáblista végén Strange Pizza Papának okozott varázslata lejár.

## Szereplők
| Szerep                                     | Színész              | Magyar hang           | Leírás |
| ------------------------------------------ | -------------------- | --------------------- | --- |
| Dr. Stephen Strange / 616-os földi Strange | Benedict Cumberbatch | Simon Kornél          | Egykori idegsebész, aki egy autóbaleset után, a gyógyulás útját járva felfedezte a mágia rejtett világát és az alternatív dimenziókat, így a Misztikus Művészetek Mesterévé vált. |
| Védelmező Strange / Zombi Strange          | Benedict Cumberbatch | Simon Kornél          | Doktor Strange alternatív változata. A halálát követően 616-os földi Stange felhasználja az univerzumában eltemetett, zombivá aszalódott holttestét. |
| Legfőbb Strange / 838-as földi Strange     | Benedict Cumberbatch | Simon Kornél          | Doktor Strange alternatív változata, aki korábban az Illuminátus alapítója és vezetője volt. Az ő univerzumában Strange és a Iluminátus többi tagja a Vishanti könyvét felhasználva megölték Thanost, ám mivel a setét könyvet használta, az Iluminátus egyik tagja, Fekete Villám a hanghullámaival megölte ezt a Strange-t. |
| Setét Strange                              | Benedict Cumberbatch | Simon Kornél          | Doktor Strange gonosz alternatív változata, aki a setét könyvet őrzi. |
| Wanda Maximoff / Skarlát Boszorkány        | Elizabeth Olsen      | Szilágyi Csenge       | A Bosszúállók tagja, aki képes használni a fekete mágiát, illetve képes telekinézisre, tudat módosításra, repülésre, teleportálásra és még sok más képességre is. |
| 838-as földi Wanda                         | Elizabeth Olsen      | Szilágyi Csenge       | Wanda alternatív változata, aki univerzumában ő és Vizió egy párt alkotnak. |
| Karl Mordo                                 | Chiwetel Ejiofor     | Király Attila         | Karl Mordo 838-as földi változata. Az univerzumában ő a Legfőbb Varázsló és az Illuminátus tagja. |
| Wong                                       | Benedict Wong        | Hajdu Steve           | A Legfőbb Varázsló, akit a Kamar-Taj legértékesebb ereklyéinek és könyveinek védelmével bíztak meg. |
| America Chavez                             | Xochitl Gomez        | Koller Virág          | Tinédzser, aki képes a dimenziók között utazni. |
| Nicodemus West                             | Michael Stuhlbarg    | Forgács Péter         | Orvos. Strange riválisa volt a sebészeten. |
| Christine Palmer                           | Rachel McAdams       | Ruttkay Laura         | Sürgősségi sebész, Strange egykori kollégája és barátnője. |
| 838-as földi Christine Palmer              | Rachel McAdams       | Ruttkay Laura         | Christine alternatív változata, aki a Baxter Alapítvány alkalmazottja. |
| Charles Xavier / X professzor              | Patrick Stewart      | Horányi László        | Charles Xavier 838-as földi változata és az Illuminátus vezetője, aki képes mások gondolatába belátni. |
| Peggy Carter / Carter Kapitány             | Hayley Atwell        | Balsai Móni           | Peggy Carter 838-as földi változata és az Illuminátus tagja. A saját univerzumában ő kapta meg a szuperkatona szérumot Steve Rogers helyett. |
| Maria Rambeau / Marvel Kapitány            | Lashana Lynch        | Nádasi Veronika       | Maria Rambeau 838-as földi változata, az Illuminátus tagja. A saját univerzumában ő lett Marvel Kapitány Carol Danvers helyett. |
| Blackagar Boltagon / Fekete Villám         | Anson Mount          | Mészáros Béla         | 838-as földi változata. Az embertelenek királya és az Illuminátus tagja. Képessége, hogy hangjával hatalmas pusztítást képes végezni, ezért jelbeszéddel kommunikál. |
| Reed Richards / Mr. Fantastic              | John Krasinski       | Ódor Kristóf          | 838-as földi változata. A Fantasztikus Négyes vezetője és az Illuminátus tagja, aki nyúlékonnyá tudja tenni a testét. |
| Billy                                      | Julian Hillard       | Holló-Zsadányi Norman | Wanda és Vízió gyerekei a 838-as Földön. |
| Tommy                                      | Jett Klyne           | Bősz Mirkó            | Wanda és Vízió gyerekei a 838-as Földön. |
| Sarah                                      | Sheila Atim          | Hay Anna              | A Misztikus Művészetek egyik Mestere. |
| Clea                                       | Charlize Theron      | Ligeti Kovács Judit   | Varázslónő, aki a sötét mágiából nyeri erejét. |
| Pizza Papa                                 | Bruce Campbell       | Forgács Gábor         | 838-as Föld egyik éttermi dolgozója. |

### Magyar változat
- Magyar szöveg: Gáspár Bence
- Szakértő: Aradi Gergely
- Felvevő hangmérnök: Jacsó Bence
- Vágó: Kajdácsi Brigitta
- Gyártásvezető: Kincses Tamás
- Szinkronrendező: Tabák Kata
- Produkciós vezető: Hagen Péter

A szinkron a Disney Character Voices International megbízásából a Mafilm Audio Kft.-ben készült el.

## A film készítése

### Előkészítés
2016 októberben Scott Derrickson elmondta, hogy vannak ötletei a Doctor Strange folytatása kapcsán. Azt is elárulta, hogy a film főgonoszának Rémálmot szánja. 2017 áprilisában hivatalosan is bejelentették, hogy Derrickson lesz a rendezője a folytatásnak. Feige és Derrickson a 2019-es San Diego Comic-Conon jelentették be a címet és a bemutatási dátumot. Kevin Feige elárulta, hogy a film a WandaVízió, a Loki és a Pókember: Nincs hazaút után fog játszodni.
A forgatókönyv írását Jade Bartlettre bízták. 2020 januárjában a Marvel Studios és Derrickson bejelentették, hogy a kreatív különbségek miatt elhagyja a rendezői széket. 2020 februárjában Sam Raimit kérték fel a film rendezésére. Míg Michael Waldront lett a forgatókönyvíró Jade Bartlett mellett.

### Forgatás
A forgatás 2020 novemberében kezdődött Londonban, és 2021. április 17-én fejeződött be.